# Fissidens epiphytus
Fissidens epiphytus là một loài Rêu trong họ Fissidentaceae. Loài này được Allison mô tả khoa học đầu tiên năm 1960.